# William Harrison Cowlishaw
William Harrison Cowlishaw (1869-1957) est un architecte britannique de l'école Arts and Crafts et élève de William Morris.

## Biographie
En 1896, il participe à la construction de la maison de Constance Garnett et de son époux, l'écrivain Edward Garnett, baptisée The Cearne. En avril 1897, Harrison épouse Lucy, la plus jeune sœur d'Edward Garnett.
À la fin de la Première Guerre mondiale, comme beaucoup d'architectes Arts and Crafts de l'époque, il fut commissionné par l'Imperial War Graves Commission (aujourd'hui Commonwealth War Graves Commission) pour la conception de mémoriaux et la réalisation de cimetières en Flandre et en France sous la direction de Frederic George Kenyon, alors conseiller de la Commission sur l'architecture et l'agencement.

## Réalisations
- Les Cloîtres  (en) de Letchworth ;
- Le Rifle House cemetery ;
- Le Hinges Military Cemetery.
- Le Lichfield Crater (Cimetière du Cratère Lichfield
- Le Warry Copse Cemetery
- Le  Berles Position Military Cemetery
- Le  Berles-au-Bois New Military Cemetery

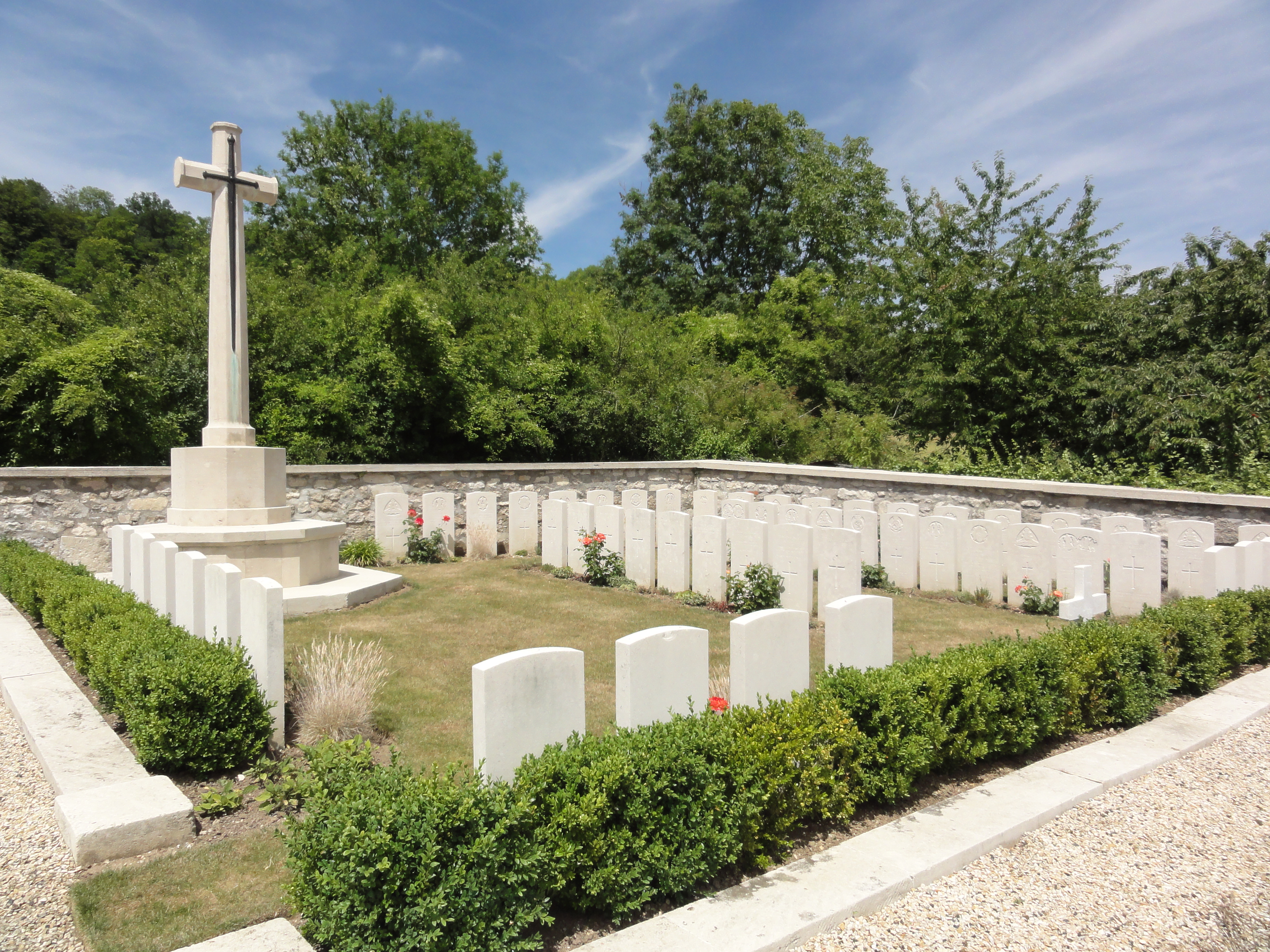
Vendresse Churyard, une des réalisations de William Harrison Cowlishaw.
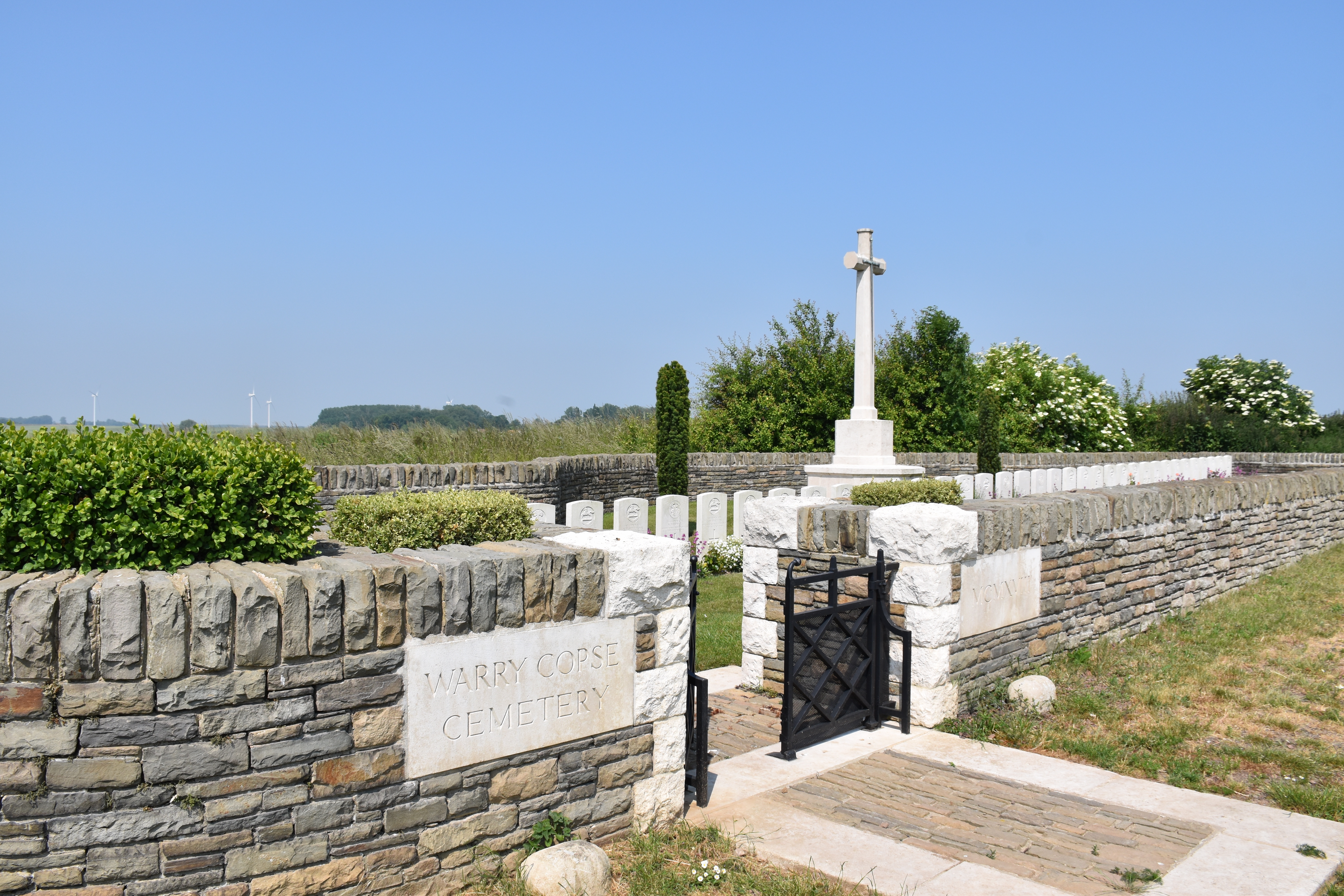
Le Warry Copse Cemetery, dans le Pas-de-Calais.
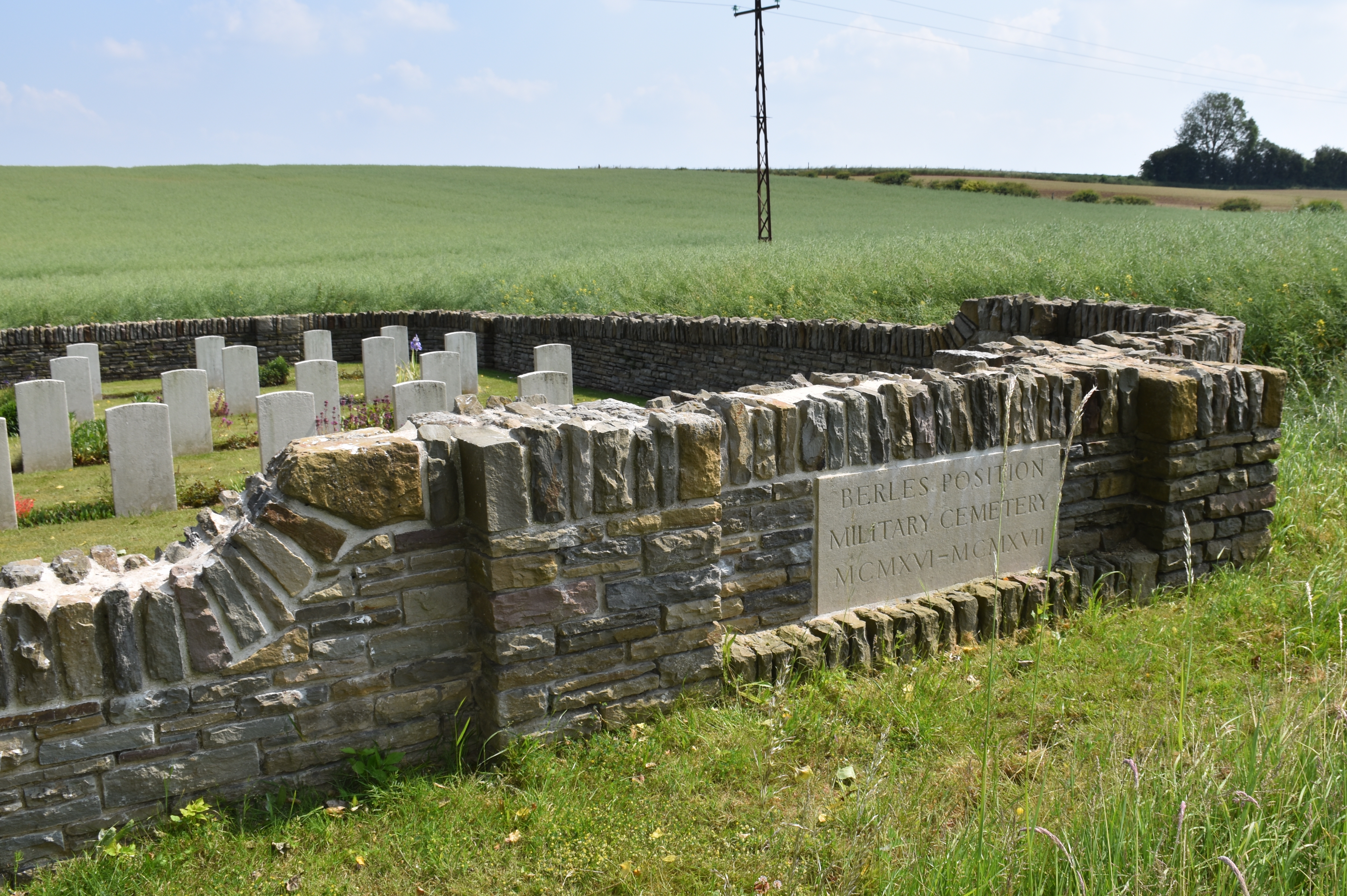
Berles Position military Cemetery, dans le Pas-de-Calais.
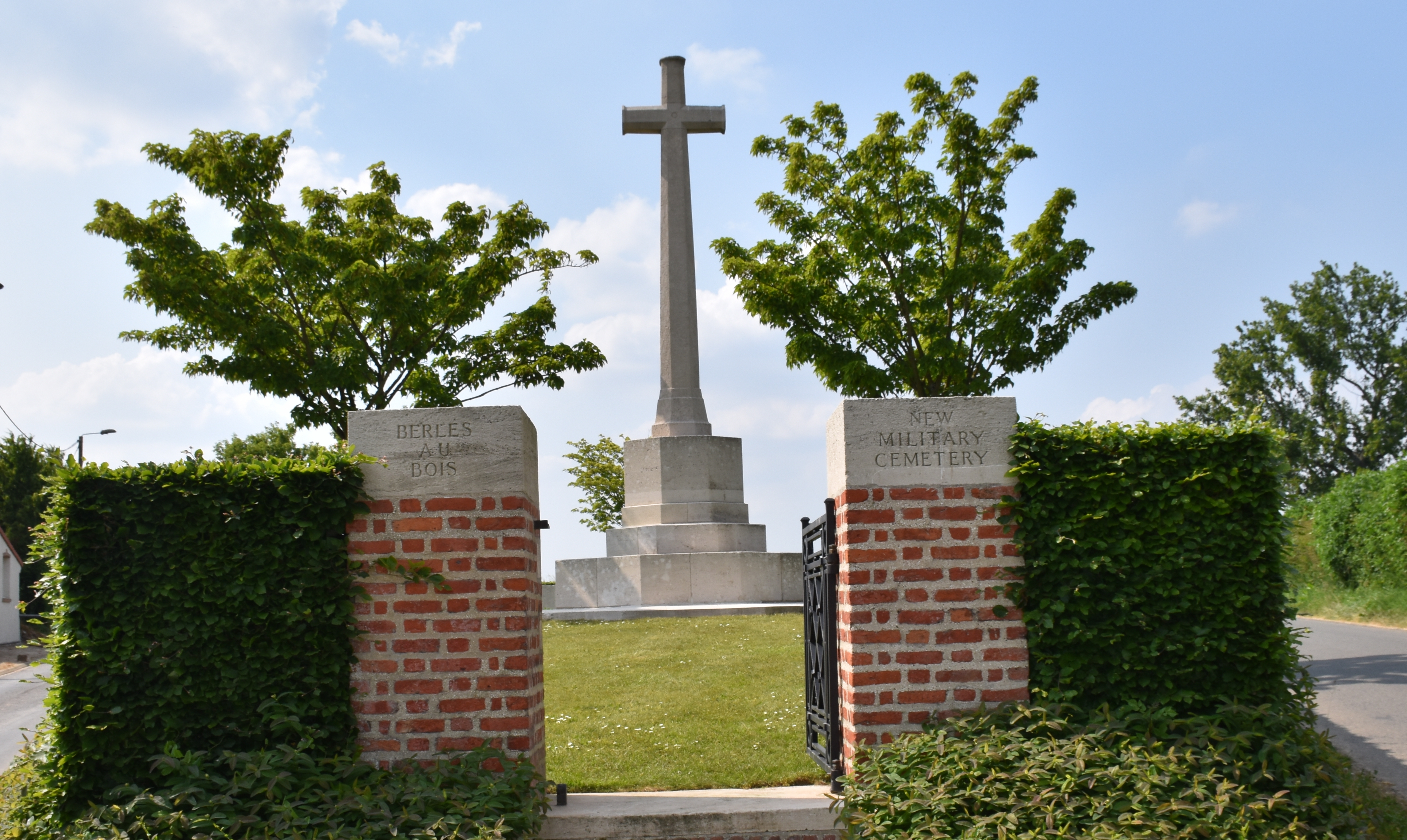
Berles-au-Bois New Military Cemetery.